# AR-15
El AR-15 és un fusell dissenyat per la companyia Armalite en la dècada de 1950 i fabricat actualment per la companyia  Colt.

## Disseny
Desenvolupat el 1957, l'AR-15 deu la seva existència als estudis realitzats que van comprovar que el millor cartutx militar seria similar a un 223 d'alta velocitat; amb la base d'aquesta anàlisi l'exèrcit nord-americà va sol·licitar crear un fusell de calibre 223 amb un abast efectiu de 500 metres, deixant el projecte a càrrec d'Eugene Stoner. Es va fer servir a la Guerra del Vietnam pels Estats Units.
El fusell AR-15 estàndard accepta una gran varietat de carregadors amb diferents capacitats i té una empunyadura que sobresurt de la línia de la culata, que dona com a resultat un fusell altament adaptable i configurable. Pot equipar-se amb accessoris com ara un bípode, culates retràctils o plegables, canons amb apagaflames i sistemes de rail per afegir llanternes, punters làser, mira telescòpica, etc.
Té un calaix de mecanismes amb dues seccions, superior i inferior, separades i de fàcil desmuntatge sense eines. La secció superior és considerada com un accessori aïllat i pot ser comprada a diversos proveïdors. Això és atractiu per als que volen adquirir diverses seccions superiors de diferents calibres i intercanviar-les, fent servir la mateixa secció inferior. No obstant això, els usuaris han de ser conscients de la configuració del fusell, ja que és possible que hi hagi lleis que en restringeixin determinades modificacions (per ex. als Estats Units).

## Història
L'AR-15 està basat en el disseny i mecanisme de l'AR-10, obra del dissenyador Eugene Stoner i la corporació Armalite. Aquest va ser desenvolupat com una versió lleugera de l'AR-10, amb el calibre  5,56 x 45 OTAN. El prefix AR prové d'Armalite, i ja es feia servir des dels models AR-1, AR-5 i subsegüents, així com en escopetes i pistoles dissenyades per l'empresa.
Armalite va transferir els drets de fabricació de l'AR-10 i l'AR-15 a la companyia Colt el 1959 i aquesta des de llavors ha proveït d'aquests models diversos exèrcits al món, incloent-hi la Força Aèria, l'Exèrcit i Cos de Marines dels Estats Units. L'AR-15 va ser adoptat per l'exèrcit dels Estats Units amb la denominació M16. No obstant això, Colt continua fent servir el nom comercial d'AR-15 per a les seves variants semiautomàtiques, AR-15A/A2, especialment per a agències governamentals i d'ús civil.
L'AR-15 original pesa menys de 3 kg amb el carregador buit i les versions posteriors amb canó pesant d'ús civil arriben a pesar fins a 4,2 kg.

## Principals característiques

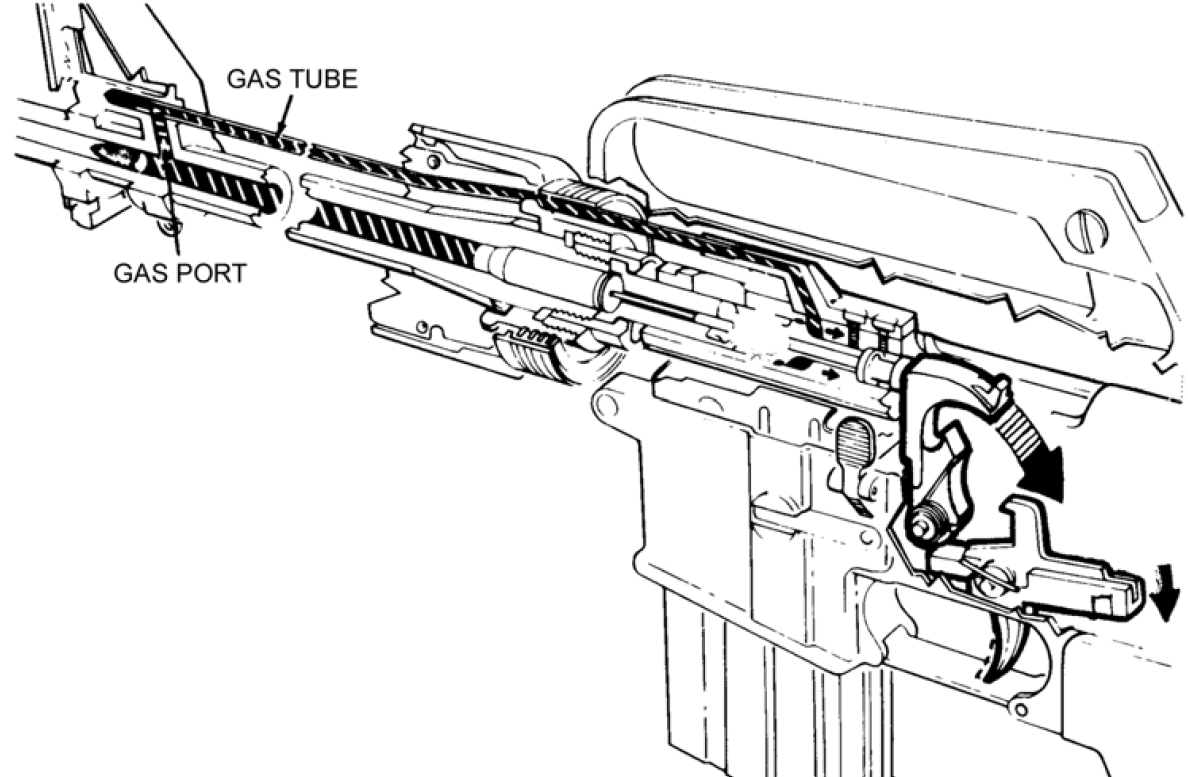
Mecanisme d'operació del AR-15.

- Calaix de mecanismes d'alumini de qualitat aeronàutica
- Disseny modular que permet gran varietat d'accessoris i facilitat de reparació
- Calibre lleuger, precís i de gran velocitat
- Pistolet, guardamà i culata de material sintètic i durable
- Punt de mira ajustable en elevació
- Gran varietat de dispositius òptics